# Augustin Smetana
Augustin Smetana (15. červen 1814, Praha-Staré Město – 30. ledna 1851, Praha) byl český hegelovský filozof, redaktor a exkomunikovaný kněz (byl členem řádu křižovníků s červenou hvězdou).

## Život
Narodil se jako nejstarší ze 13 dětí v rodině Augustina Smetany staršího, kostelníka a zvoníka pražského kostela sv. Jindřicha, a Marie, rozené Suché.
Po absolvování nižšího gymnasia vstoupil z vlastního zájmu do řádu křižovníků s červenou hvězdou, vystudoval filozofickou přípravku a začal studia teologie na univerzitě. Po té složil v řádu věčné sliby a byl vysvěcen na kněze. Prošel několikaměsíční praxí venkovského kaplana a samostatnou službou v Chebu. Nespokojen s praktikami církevního života a zájmem o filozofii a učitelství začal uvažovat, jak kněžské povolání pokojně opustit.
Po nástupu profesora teologie a dogmatiky Jakuba Beera do funkce velmistra řádu křižovníků (1840) pod jeho vedením nejenže obhájil doktorát z filozofie a teologie, ale také byl vyslán na studijní cestu po německých univerzitách.
Krátce vyučoval filozofii a zprostředkoval českým zájemcům německou idealistickou filozofii. Aktivně se však zúčastnil revoluce v roce 1848. Jeho rozhodnutí opustit kněžské povolání podpořil František Palacký, který mu zprostředkoval místo redaktora listu Union, kde setrval jen krátce a dále působil jako vychovatel. Po konfliktu s představiteli křižovnického řádu vydal prohlášení, že z římskokatolické církve vystupuje. Spor se dostal až k arcibiskupské konzistoři, která jeho osobní rozhodnutí odmítla a 23.4. 1850 jej sama oficiálně a v kostelech veřejně čteným textem z církve exkomnunikovala. V té době již Smetana trpěl tuberkulózou a po krátké pedagogické praxi brzy zemřel.

## Dílo
Psal filozofická pojednání a memoáry. Svá díla psal německy, do češtiny byla přeložena později.
- Význam současného věku (Die Bedeutung des gegenwärtigen Zeitalters, 1848)
- Obrat a vyústění dějin filosofie (Die Katastrophe oder Ausgang der Geschichte der Philosophie, 1850)
- Zápisky z církve vyobcovaného kněze (1863) [3]
- Vznik a zánik ducha (Der Geist, sein Entstehen und Vergehen, posmrtně 1865)[4]
- Úvahy o budoucnosti lidstva (posmrtně 1903)[5]